# محمود شهبازی
محمود شهبازی (۱ بهمن ۱۳۳۷ –۲ خرداد ۱۳۶۱) نظامی ایرانی بود، که در خلال جنگ ایران و عراق از فرماندهان میانی سپاه پاسداران انقلاب اسلامی به‌‌شمار می‌آمد و قائم‌مقام لشکر ۲۷ محمد رسول‌الله را برعهده داشت. او مدتی نیز فرمانده سپاه همدان بود.
وی خرداد ۱۳۶۱، در خلال اجرای مرحله چهارم عملیات بیت المقدس در شمال شرقی خرمشهر مورد اصابت ترکش توپخانه نیروی زمینی عراق قرار گرفت و کشته شد.

## زندگی‌نامه
محمود شهبازی دستجردی، فرزند خانعلی در ۱ بهمن ۱۳۳۷ در شهر اصفهان، محله دستگرد، حوالی میدان جمهوری اسلامی زاده شد. پدرش کشاورز بود. وی تحصیلات خود را در دبیرستان احمدیه، سپس حکیم سنایی به پایان برد. او در سال ۱۳۵۶ در رشته مهندسی صنایع دانشگاه علم و صنعت پذیرفته شد.

## فعالیت های سیاسی
شهبازی در اوایل سال ۱۳۵۷ با محمد بروجردی آشنا شد و از این طریق به عضویت گروه توحیدی صف درآمد. وی در روز ۱۲ بهمن ۱۳۵۷ در کمیته مردمی استقبال از سید روح‌الله خمینی، مسئولیت برنامه‌ریزی و تأمین امنیت قسمتی از بهشت زهرا را برعهده داشت.

## پس از انقلاب
پس از وقوع انقلاب ۱۳۵۷ به عضویت کمیته انقلاب اسلامی درآمد و با شکل‌گیری سپاه پاسداران، در اسفند ماه ۱۳۵۷ به عضویت این نهاد درآمد و فعالیت خود را در پادگان سعدآباد آغاز کرد. شهبازی در اوایل سال ۱۳۵۸ پس از شکل‌گیری جهاد سازندگی، نخستین اردوی جهاد سازندگی دانشجویان دانشگاه علم و صنعت را به روستاهای استان سمنان راه‌اندازی کرد.
وی از عناصر فعال دانشجویان در بحران گروگان‌گیری در سفارت آمریکا بود.

## جنگ ایران و عراق
با شروع جنگ ایران و عراق، به همراه گردان ۹ سپاه تهران به جبهه سر پل ذهاب رفت. پس از مدتی فرماندهی یکی از محورهای گیلان‌غرب به وی سپرده شد. او مدتی نیز در ایلام مشغول هماهنگی امور سپاه شد و از نزدیک با محمد بروجردی فرمانده سپاه غرب همکاری داشت. وی مدتی نیز برای راه‌اندازی قرارگاه سپاه در جنوب کشور به سیستان و بلوچستان رفت و در تأسیس و هماهنگی سپاه جنوب شرق کشور نقش داشت. شهبازی در اواخر سال ۱۳۵۹ به فرماندهی سپاه استان همدان منصوب شد وتا ١٣۶۰ عهده دار این مسئولیت بود.

## درگذشت
شهبازی پیش از شروع عملیات فتح‌المبین به جنوب منتقل شد و به قائم‌مقامی احمد متوسلیان، فرمانده تیپ ۲۷ محمد رسول‌الله منصوب گردید. شهبازی در این عملیات، فرماندهی دفع پاتک نیروهای زرهی عراق در دشت عباس و عقب راندن آنان به تنگه ابوغریب را برعهده داشت.  وی در خلال عملیات بیت المقدس در پشت دژ مارد در جبهه شمال‌شرقی خرمشهر، مورد اصابت ترکش خمپاره قرار گرفت و در تاریخ ۲ خرداد ۱۳۶۱ کشته شد. پیکر وی در گلستان شهدای اصفهان، قطعه فرمانده کل قوا، ردیف ۳، شماره ۳ به خاک سپرده شد.

## یادمان
خیابانی بنام وی در منطقه ۷ شهر تهران نامگذاری شده است.

## کتابشناسی
کتاب راز نگین سرخ در مورد وی نگاشته شده است.